# محاکمه (فیلم ۱۳۸۵)
محاکمه فیلمی به کارگردانی ایرج قادری، نویسندگی سعید مطلبی و تهیه‌کنندگی مرتضی شایسته ساخته سال ۱۳۸۵ است. این فیلم در مرداد ۱۳۸۶ بر روی پرده سینما رفته است.

## خلاصه داستان
حمید پرتوی که سالها قبل شغل خود به عنوان دادستان را کنار گذاشته و اکنون به وکالت مشغول است. وکالت جوانی به نام فرهاد (که متهم به قتل است) را به عهده می‌گیرد. از سوی دیگر دختر حمید (پرستو) رابطه احساسی با فرهاد دارد...

## بازیگران
| بازیگر           | نقش           |
| ---------------- | ------------- |
| ایرج قادری       | حمید پرتوی    |
| مهناز افشار      | نگار تهرانی   |
| محمدرضا شریفی‌نیا | بازپرس بهرامی |
| مهدی میامی       | نوبر افغانی   |
| گوهر خیراندیش    | بی‌بی مرآت     |
| افسانه پاکرو     | پرستو         |
| امیرعلی رنجبر    | فرهاد         |
| افسانه بایگان    | همسر حمید     |
| علی پیشدادیان    | ابراهیمی      |